# ريتشارد هيل (لاعب كرة قدم)
ريتشارد هيل (بالإنجليزية: Richard Hill)‏ (26 نوفمبر 1893 - 1 يناير 1971) هو لاعب كرة قدم بريطاني (وحمل سابقاً جنسية المملكة المتحدة لبريطانيا العظمى وأيرلندا) في مركز الدفاع. شارك مع منتخب إنجلترا لكرة القدم. أما مع النوادي، فقد لعب مع نادي توركي يونايتد ونادي ميلوول.

## وصلات خارجية
- ريتشارد هيل على موقع قاعدة بيانات كرة القدم.إي يو (الإنجليزية)
- ريتشارد هيل على موقع ناشيونال فوتبول تيمز (الإنجليزية)